# DJ Mag
DJ Magazine, познатији као DJ Mag, британске су месечне новине посвећене електронској денс музици и ДЈ-евима. Прво издање је изашло маја 1991, а прилагођено је за дистрибуцију у Уједињеном Краљевству, САД, Шпанији, Француској, Италији, Латинској Америци, Кини, Јужној Кореји, Индонезији и Холандији.

## Топ 100 ДЈ-ева
Топ 100 ДЈ-ева годишња је анкета коју организује DJ Mag како би се одредио најбољи ди-џеј на свету. Анкета је започета 1991, а до 1996. новинари часописа су одређивали 100 најбољих ди-џејева. Од 1997. публика гласањем бира најбоље ди-џејеве. Дени Рамплинг је први добио награду за најбољег ди-џеја 1991, а следеће године је први и, за сада, једини пут прво место заузела жена (Смокин Џо). Тренутно прво место држн Давид Гета.

### 1991—1996: избор магазина
| Година | Прво место     | Друго место | Треће место   |
| ------ | -------------- | ----------- | ------------- |
| 1991   | Дени Рапмплинг | Грем Парк   | Мајк Пикеринг |
| 1992   | Смокин Џо      | непознато   | непознато     |
| 1993   | Аба Шанти-И    | Алфредо     | Сту Алан      |
| 1994   | непознато      | непознато   | непознато     |
| 1995   | Џаџ Џулс       | непознато   | непознато     |
| 1996   | Карл Кокс      | непознато   | непознато     |

### 1997—данас: избор публике
| Година | Прво место                | Друго место               | Треће место     |
| ------ | ------------------------- | ------------------------- | --------------- |
| 1997   | Карл Кокс                 | Пол Окенфолд              | Саша            |
| 1998   | Пол Окенфолд              | Карл Кокс                 | Џаџ Џулс        |
| 1999   | Пол Окенфолд              | Карл Кокс                 | Саша            |
| 2000   | Саша                      | Пол Окенфолд              | Џон Диџвид      |
| 2001   | Џон Диџвид                | Саша                      | Дени Тенаглија  |
| 2002   | Тијесто                   | Саша                      | Џон Диџвид      |
| 2003   | Тијесто                   | Пол ван Дајк              | Армин ван Бурен |
| 2004   | Тијесто                   | Пол ван Дајк              | Армин ван Бурен |
| 2005   | Пол ван Дајк              | Тијесто                   | Армин ван Бурен |
| 2006   | Пол ван Дајк              | Армин ван Бурен           | Тијесто         |
| 2007   | Армин ван Бурен           | Тијесто                   | Џон Диџвид      |
| 2008   | Армин ван Бурен           | Тијесто                   | Пол ван Дајк    |
| 2009   | Армин ван Бурен           | Тијесто                   | Давид Гета      |
| 2010   | Армин ван Бурен           | Давид Гета                | Тијесто         |
| 2011   | Давид Гета                | Армин ван Бурен           | Тијесто         |
| 2012   | Армин ван Бурен           | Тијесто                   | Авићи           |
| 2013   | Хардвел                   | Армин ван Бурен           | Авићи           |
| 2014   | Хардвел                   | Димитри Вегас и Лајк Мајк | Армин ван Бурен |
| 2015   | Димитри Вегас и Лајк Мајк | Хардвел                   | Мартин Гарикс   |
| 2016   | Мартин Гарикс             | Димитри Вегас и Лајк Мајк | Хардвел         |
| 2017   | Мартин Гарикс             | Димитри Вегас и Лајк Мајк | Армин ван Бурен |
| 2018   | Мартин Гарикс             | Димитри Вегас и Лајк Мајк | Хардвел         |
| 2019   | Димитри Вегас и Лајк Мајк | Мартин Гарикс             | Давид Гета      |
| 2020   | Давид Гета                | Димитри Вегас и Лајк Мајк | Мартин Гарикс   |